# April, April!
April, April! är en tysk komedifilm från 1935 i regi av Detlef Sierck med manus av Rudo Ritter och H. W. Litschke. Denna förväxlingskomedi innebar Siercks debut som långfilmsregissör. Filmen följer en pastafabrikör som blir utsatt för ett skämt, då han tror att en prins ska besöka hans fabrik. Den spelades även in i en holländsk version.

## Rollista
- Ernhard Siedel - Julius Lampe
- Werner Finck - Leisegang
- Paul Westermeier - Finke
- Albrecht Schoenhals - prinsen av Holsten-Böhlau
- Hubert von Meyerinck - Müller
- Charlott Daudert - Mirna Lampe
- Lina Carstens - Mathilde Lampe
- Carola Höhn - Friedl Bild, sekreterare